# Gaspar Stangassingger
Gaspar Stanggassinger (12 de enero de 1871 - † 26 de septiembre de 1899), fue un sacerdote redentorista. Es conmemorado el 26 de septiembre.